# Palla (Liturgie)
Eine Palla ist ein mehrfach gelegtes Stück Gewebe, meist Leinen, ungefähr 12 bis 18 cm im Quadrat, verstärkt durch ein eingenähtes Stück Pappe, das in der Liturgie der heiligen Messe der römisch-katholischen Kirche und im evangelisch-lutherischen Abendmahlsgottesdienst Verwendung findet. Die Palla bedeckt den Kelch, um eine Verunreinigung des Messweins zu verhüten. 
Die Palla gehört zu den Paramenten. Ursprünglich war sie ein Korporale, mit dessen Ecke der Kelch bedeckt wurde. Aus praktischen Gründen benutzte man dazu spätestens seit dem 11. Jahrhundert ein zweites Korporale, das zusammengefaltet auf den Kelch gelegt wurde. Etwa ab dem 16. Jahrhundert hatte die Palla die gegenwärtige, meist mit Karton versteifte Form, nachdem zunächst gestärktes oder doppelt gelegtes Leinen verwendet wurde. Vor allem in der Barockzeit waren Pallas gebräuchlich, die nur an der Unterseite aus Leinen und an der Oberseite aus Seide oder Samt bestanden, die in der Tagesfarbe gehalten oder bestickt war. Im 19. Jahrhundert gab es Pallen aus Karton mit eingepresster figürlicher Darstellung oder Ornamentik. Nur in der Liturgie des Kartäuserordens blieb es üblich, den Kelch mit dem zurückgeschlagenen Korporale zu bedecken.

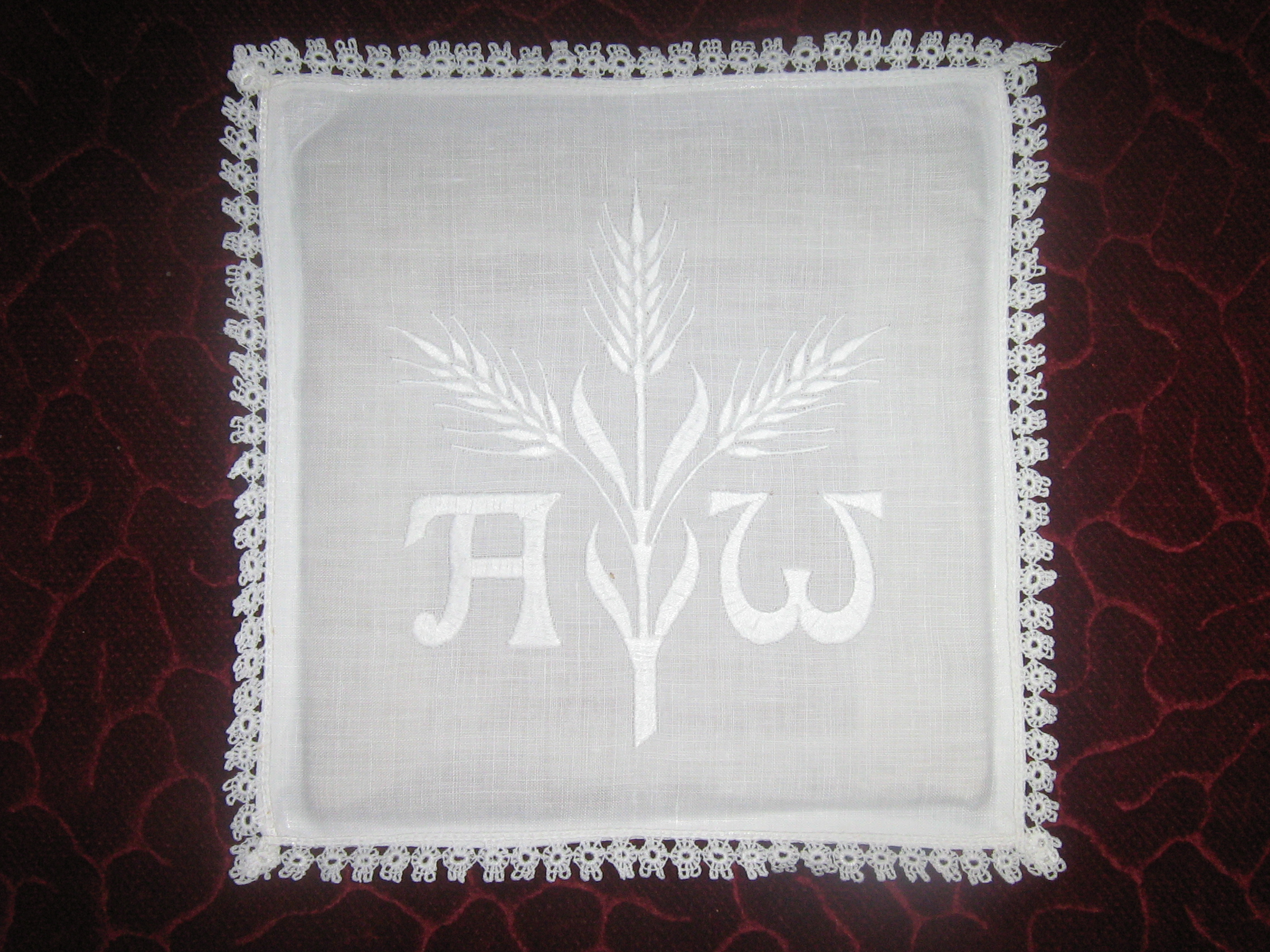
Palla aus weißem besticktem Leinen mit den Christussymbolen Alpha und Omega und einer Weizengarbe
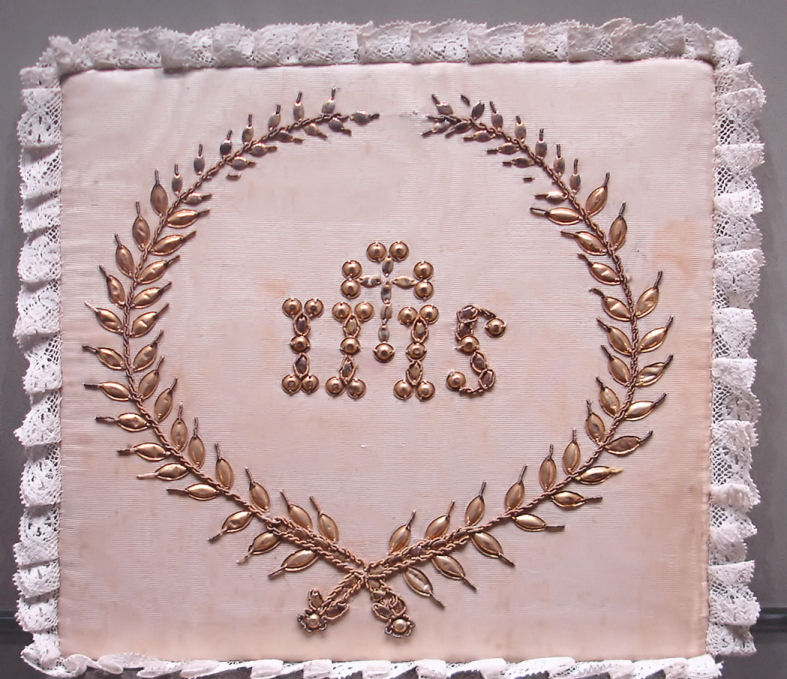
Mit dem Christusmonogramm bestickte alte Palla aus Antwerpen
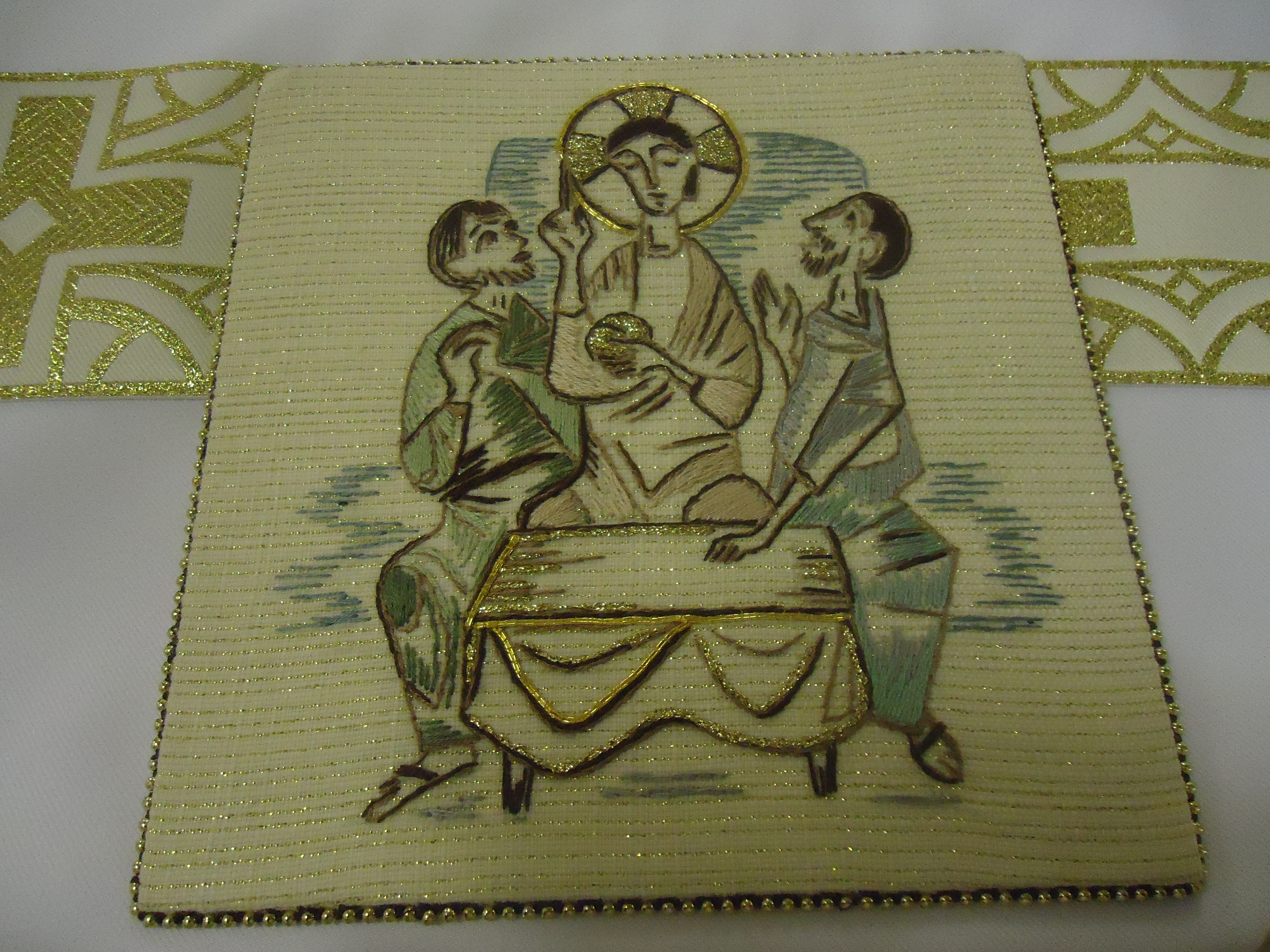
Bestickte und mit Goldfäden durchwirkte Palla mit der Szene des Emmausmahls
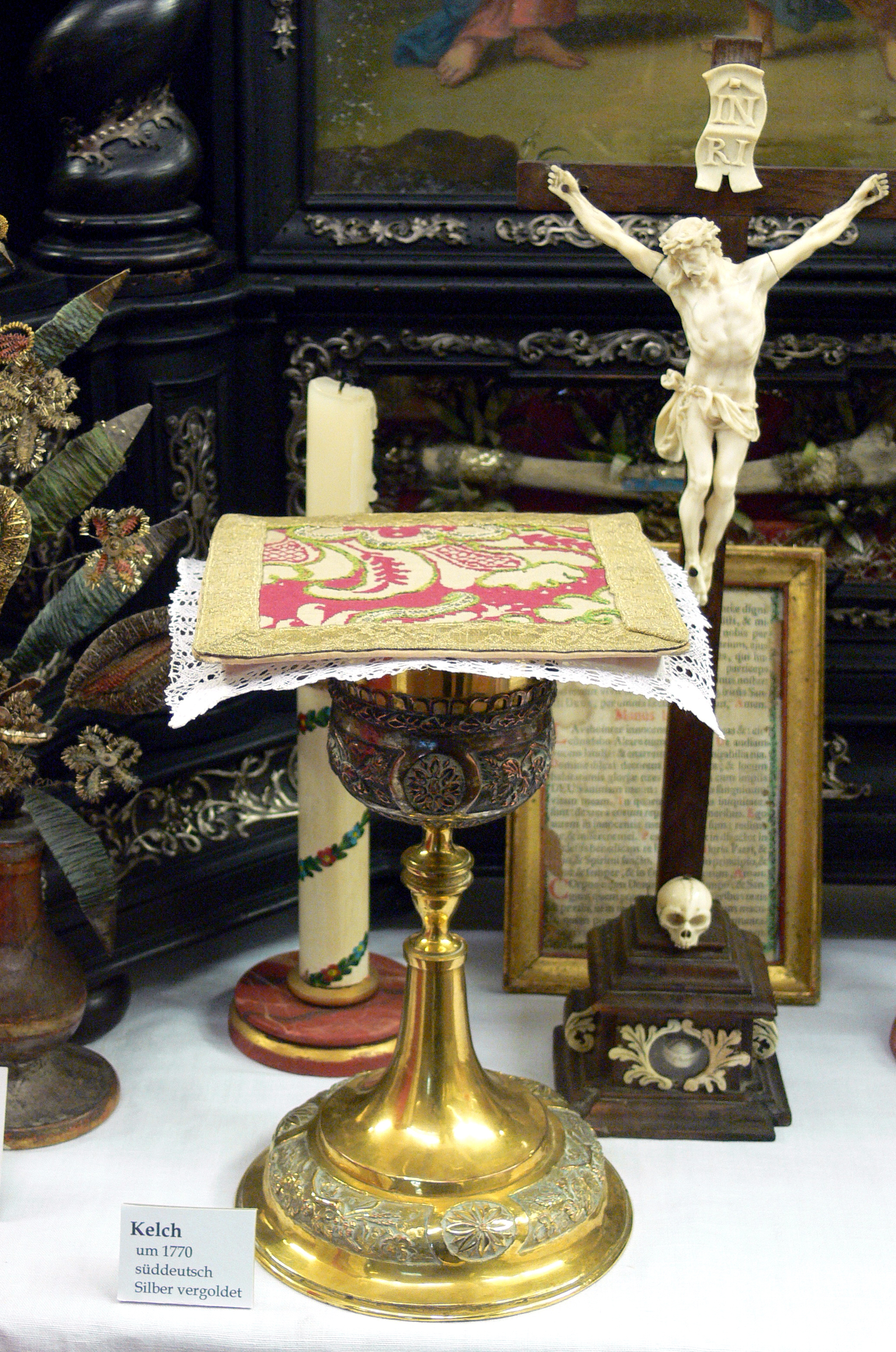
Kelch mit Palla